# مقاطعة بيزدياكسكي
مقاطعة بوزدياكسكي (بالروسية: Буздя́кский райо́н)‏. (بالباشقيرية: Бүздәк районы)‏ هي مقاطعة إدارية  وبلدية  (رايون)، واحدة من أربعة وخمسين في جمهورية باشكورتوستان، روسيا. وهي تقع في غرب الجمهورية وتحدها مقاطعة تشيكماغوشيفسكي في الشمال، مقاطعة بلاغوفارسكي في الشرق، مقاطعة دافليكانوفسكي في الجنوب الشرقي، مقاطعة بيلبييفسكي في الجنوب، مقاطعة تويمازينسكي · في الجنوب الغربي والغرب، ومع مقاطعة شارانسكي في الغرب والشمال الغربي. تبلغ مساحة المقاطعة 1,632.8 كيلومتر مربع (630.4 ميل2) . السيلو بوزدياك هي المركز الإداري للمقاطعة. حسب تعداد عام 2010، كان مجموع سكان المقاطعة 30 688 نسمة، حيث سكان بوزدياك يمثلون 33.6 ٪ من هذا العدد.

## التاريخ
تأسست المنطقة في 20 أغسطس 1930.

## الوضع الإداري والبلدي
في إطار التقسيمات الإدارية، تعد مقاطعة بيزدياكسكي واحدة من أربعة وخمسين مقاطعة في جمهورية باشكورستان. وتنقسم منطقة إلى اثني عشر سيلسوفيت، تضم اثنين وثمانين تجمعًا ريفيًا. كقسم بلدية، تم دمج المقاطعة كمقاطعة بلدية بوزدياكسكي. دُمجت السيلسوفيتات الإثني عشر التابعة لها كاثني عشر مستوطنة ريفية داخل مقاطعة البلدية. يُعد السيلو بوزدياك بمثابة المركز الإداري لكل من المقاطعة الإدارية والبلدية.

## التركيبة السكانية
| 2002   | 2008    | 2009    | 2010    | 2012    | 2013    | 2014    | 2015    | 2016    | 2017    |
| ------ | ------- | ------- | ------- | ------- | ------- | ------- | ------- | ------- | ------- |
| 31 178 | ↘30 589 | ↘30 413 | ↗30 688 | ↘29 926 | ↘29 414 | ↘28 817 | ↘28 263 | ↘27 760 | ↘27 337 |

وفقًا لتعداد عموم روسيا لعام 2010 تتكون التركيبة السكانية من حيث التكوين العرقي من 60.2٪ من التتار، 30.4٪ من الباشكير، 7.4٪ من الروس، الأشخاص و 2 ٪ من عرقيات أخرى.